# Tambaroter
Tambaroter carrolli es una especie extinta de lepospóndilo (perteneciente al grupo Microsauria) que vivió a comienzos del período Pérmico en lo que hoy es Alemania.